# Juan Fernández La Villa
Pour les articles homonymes, voir Fernández et Juan Fernández.
Juan Fernández la Villa, né le 4 juin 1985 à Oviedo, est un joueur de hockey sur gazon espagnol. 

## Palmarès

### Jeux olympiques
- Jeux olympiques d'été de 2008 à Pékin
  -  Médaille d'argent.

### Coupe du monde
- Coupe du monde de 2006 à Mönchengladbach
  -  Troisième place.

### Championnat d'Europe
- Championnat d'Europe de 2007 à Manchester
  -  Médaille d'argent.